# إندبندنت تريبيون
إندبندنت تريبيون (بالإنجليزية: Independent Tribune)‏؛ صحيفة أمريكية، يقع مقرها في مدينة كونكورد بولاية كارولاينا الشمالية، وتوزّع في مقاطعة كاباروس بالولاية ذاتها. تعود ملكية الصحيفة إلى شركة بيركشير هاثاواي. وجاء تأسيسها في 29 سبتمبر 1996، إثر اندماج كل من صحيفتي ذا كونكورد تريبيون (بالإنجليزية: The Concord Tribune)‏ و ديلي إندبندنت (بالإنجليزية: Daily Independent)‏. كانت الصحيفة في الأصل تصدر بشكل يومي، إلّا أن صدورها اقتصر على ثلاثة أيام أسبوعيًا وذلك منذ العام 2009.